# Lukač (żupania pożedzko-slawońska)
Lukač – wieś w Chorwacji, w żupanii pożedzko-slawońskiej, w mieście Kutjevo. W 2011 roku liczyła 150 mieszkańców.